# 五分埔 (臺北市)
五分埔，原稱為五份埔，位於臺灣臺北市信義區東部，大嶺頭丘陵北方。在清領時期，此處是原住民平埔族麻里錫口社的活動範圍，在清乾隆34年（1769年）時福建省泉州府安溪縣，周姓、何姓、沈姓、杜姓、李姓五家向平埔族人買下這塊地開墾，五分埔因此得名，五分埔大部分土地很貧瘠不宜農耕，再加上該地段後來設精神病院和豬哥寮（種豬繁殖交配所），更被一般人視為卑賤。昔日曾流傳過「五分埔要吃痟，肖病院兼豬哥寮（五分埔的人有夠倒楣，有瘋人院還有豬哥寮）」的俗語。南邊曾有個名為永春陂的陂池，因福建永春人開墾而得名。
最初的五分埔面積約四甲，約是今日松山路以西的五常里東側、五全里東側及四育里、四維里的範圍。
以成衣批發聞名的五分埔商圈集中在松山路以東、永吉路以北、中坡北路以西的永吉里一帶，鄰近台北捷運板南線後山埤站及松山新店線松山站。

## 歷史

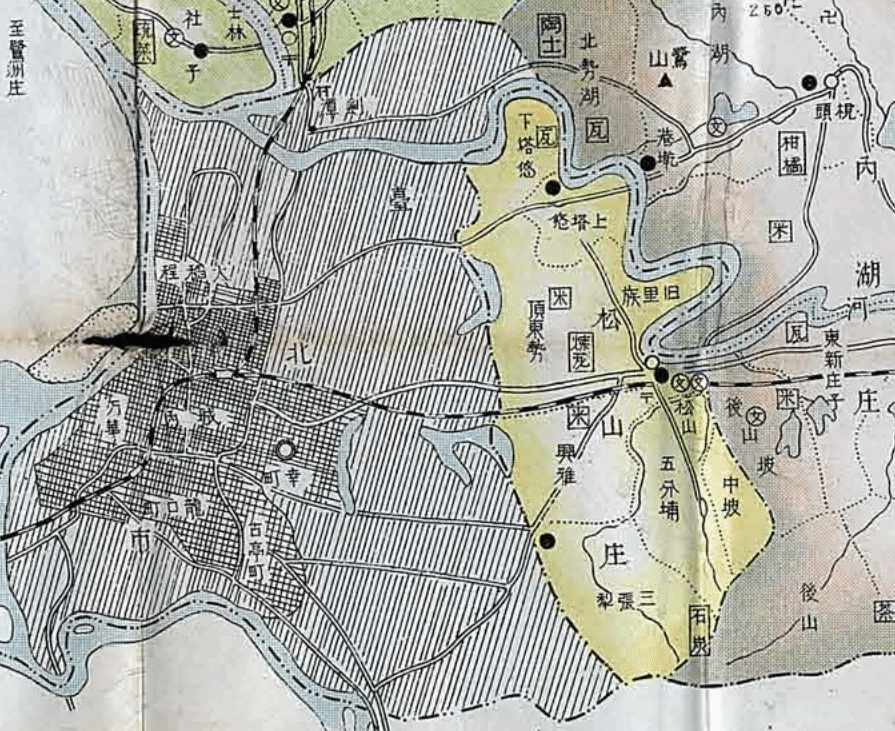
隸屬臺北州七星郡松山庄的五分埔大字（1932年七星郡管內圖）

台灣清治末期至日治前期，該地區為一街庄，稱為五份埔庄（閩南語：Gōo-hūn-poo），隸屬於大加蚋堡。該庄北與錫口街為鄰，西邊為興雅庄、三張犁庄，東邊為後山陂庄、中陂庄，東南邊為後山庄。
1901年（日治明治三十四年）11月，該庄隸屬於臺北廳，編為第六區。1906年（明治三十九年）1月，第五、六兩區合併，並改名「錫口區」。1920年（大正九年）五份埔庄改制為五分埔大字，隸屬於臺北州七星郡松山庄，下轄小字竹巷尾及永春坡。1938年4月，松山庄併入州轄臺北市。
戰後臺北市改制為省轄市。1946年2月臺北市劃分為10個區，五分埔地區隸屬松山區，劃為五全、永春2里。1968年7月臺北市改制為院轄市。1990年3月，臺北市各區重劃，五分埔地區被劃分至新設的信義區。
臺北市政府自2000年於五分埔一帶設置了五分埔次分區，但相較傳統五分埔地區，多了西北角屬於興雅的雅祥里（興雅國小一帶）；少了南半部的廣居里（原五分埔療養院周邊）、安康里東側、三犁里東側、國業里、松光里、松友里、松隆里（永春陂原址、永春高中一帶）。

## 小字
日治時期的五分埔分為竹巷尾跟永春坡兩個小字：

### 竹巷尾
戰後劃為五全里，現分為五全、五常、四維、四育、六藝、永吉6里，位於信義區北端，即現在通稱的五分埔。

### 永春坡
戰後劃為永春里，原轄區現分為永春、長春、富臺、廣居、安康（東側）、國業、松光、松友、松隆9里，位於信義區東南，區內有捷運永春站，現在多簡稱為永春。
原作永春陂（陂，通埤），曾有同名之灌溉水塘位於今松山家商的位置。

## 發展年表

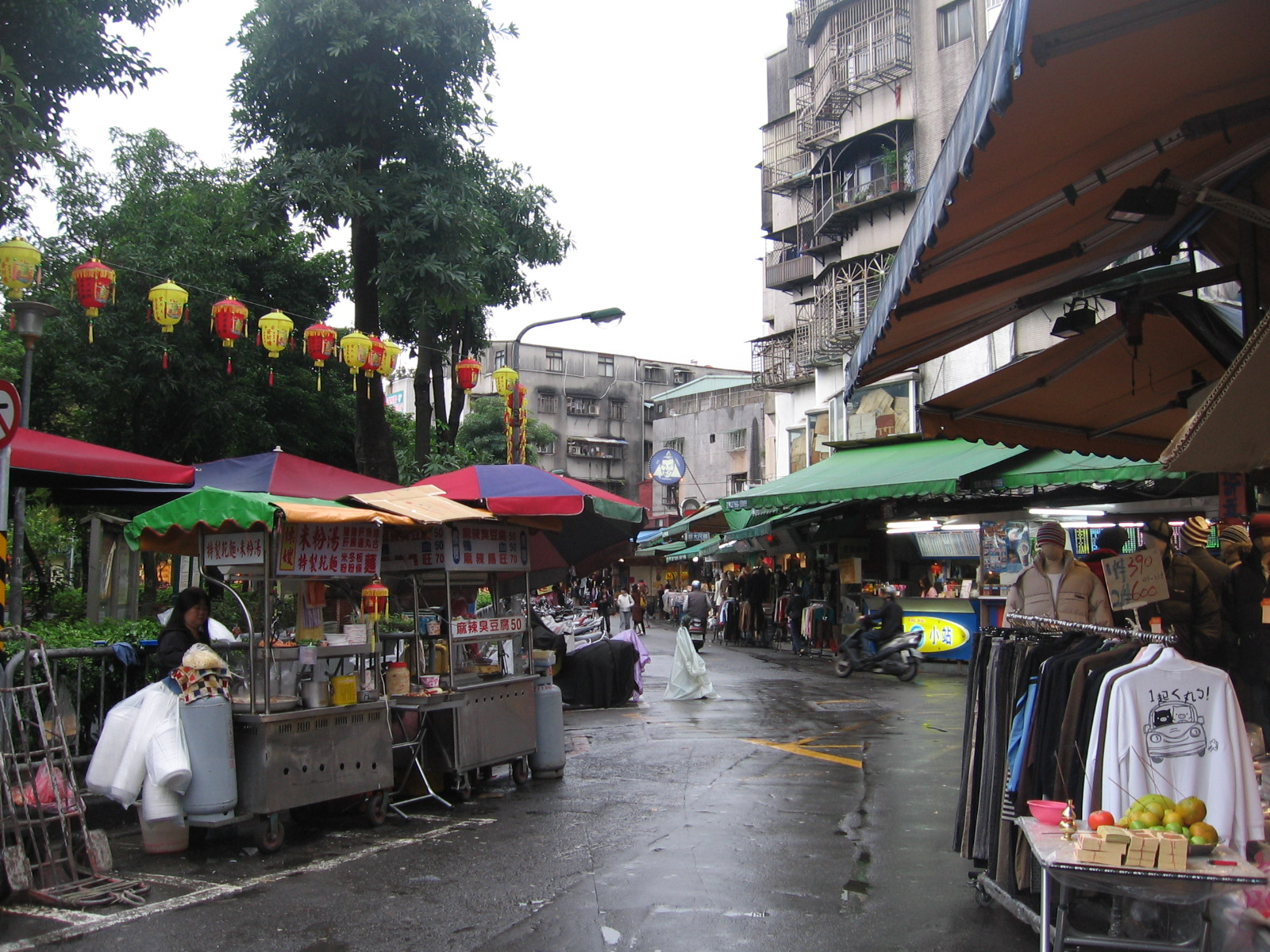
2006年五分埔商圈周邊

- 在1847年（清道光27年）當地人開墾，興建了五分埔福德宮，祀奉土地公。但是五分埔的土地貧瘠，開墾不易，加上豬哥寮的設立，當地流傳的俗語說：「五分埔土粘，五分埔查某不廉」，「查某不廉」指女人愛抱怨、喋喋不休的樣子。
- 台灣日治時期，1929年（昭和4年），日本人在此興建了私立精神療養院「養浩院」，因而產生了「五分埔要吃痟，肖病院兼豬哥寮」的俗語。
- 1932年7月（昭和7年）1934年（昭和9年），臺灣總督府興建了面積11644坪的「養神院」，是國營的精神療養院。
- 1945年11月，日本政府退出，由中華民國政府接管，改名為臺灣省立錫口療養院。
- 五分埔在二次大戰後的十三年內，一直還是一片農村景象。1958年發生八七水災，臺北市幾乎浸為汪洋，為了安置臺北後火車站部分流離失所的榮民，臺灣省政府撥出五分埔學產地，由國防部、退輔會出資，蓋了一千兩百間坪數在六至八坪不等的「一樓半」房屋（矮厝仔），讓榮民暫時棲息。
- 1960年代以後，有更多彰化縣芳苑人到台北打天下，後來的人相繼租下榮民的房子做成衣加工，二樓當作住家和加工場所。不出數年，榮民逐漸將各人的房舍出讓，淡出五分埔。芳苑人相繼北上，在五分埔落腳賣成衣，形成五分埔特別的成衣加工集中地。至今五分埔雖仍以彰化人居多，但是因各人際遇不同，大部分店面都易主多次。唯因市集具備傳統風格，臺北市各區有照或流動攤販如想賣成衣，大都仍以五分埔為主要貨品供應地。
- 在1970－1980年代，五分埔與萬華、沙鹿、臺南並列臺灣主要內銷成衣生產與批發中心。
- 1980年代以後，由於勞工成本提高，許多加工廠紛紛外移到人工低廉的地區，五分埔的成衣也由生產兼批發，改為以批發為主，商店亦會由日本、韓國及中國大陸等地進口成衣。
- 臺北市鐵路地下化工程將臺鐵的調車場遷至南港調車場，臺鐵大部分長程對號列車改以松山車站為起訖站，車次大增。附近道路如松山路、松隆路及中坡北路的陸續拓寬完成，使交通更為便利，形成吸引批發商大量聚集的主要因素。
- 2000年代，捷運板南線通車後，於五分埔旁設有後山埤站，五分埔交通更為便捷，並因為大量成衣批發使其成為許多大台北地區民眾逛街購衣所在。2003年至2004年起，配合臺北最HIGH新年城跨年晚會，延長營業時間。2007年，捷運後山埤站以括號加註「五分埔商圈」。
- 2010年代，隨台北市鐵路地下化工程延伸，松山火車站地下化，位於火車站南側的五分埔和位於北側的饒河夜市商圈連成一片，隨著台北捷運松山線通車設站，逐漸共構形成一大型商圈。

## 交通
- 台北捷運  松山新店線 經過五分埔北邊鄰接的錫口，於距離本區不遠處設有松山站
- 台北捷運  板南線 通過五分埔地區中北部，設有永春站，並在後山埤地區鄰近五分埔商圈處設有後山埤站
- 台北捷運  淡水信義線 東延段通過五分埔地區中部，原計畫設信義松德站，後因用地取得問題而取消

## 學校
- 雙永國小
- 興雅國中
- 松山工農
- 松山家商
- 永春高中

## 公共設施
- 五分埔療養院：原稱養神院，為台灣第一所公立精神病院，原址在今捷運永春站南邊的廣居里，戰後改為台灣省立錫口療養院，後遷至桃園改為桃園療養院
- 臺北市立聯合醫院松德院區：原臺北市立療養院，為精神科專科醫院，位於松德路底、五分埔地區的西南角
- 永春陂濕地公園[7]

## 外部連結
- 五分埔-成衣街  臺北旅遊網（页面存档备份，存于）
- 五分埔-成衣街 交通部觀光局（页面存档备份，存于）
- 臺北市商業處-商圈介紹-五分埔(商圈)（页面存档备份，存于）